# Okręty szturmują bastiony
Okręty szturmują bastiony (ros. Корабли штурмуют бастионы, Korabli szturmujut bastiony) – radziecki film wojenny z 1953 roku w reżyserii Michaiła Romma, kontynuacja filmu Admirał Uszakow. 

## Fabuła
Opowieść o admirale Fiodorze Uszakowie. Francja wszczyna zaborcze wojny. Na czele wojsk rosyjskich i sojuszniczych, wyzwalających Włochy, stoi Aleksandr Suworow. Wygraną w bitwie o twierdzę Korfu zapewnia operacja admirała Uszakowa.

## Obsada
- Iwan Pieriewierziew jako Fiodor Uszakow
- Giennadij Judin jako Dmitrij Sieniawin
- Siergiej Pietrow jako Aleksandr Suworow
- Jelena Kuźmina jako Emma, lady Hamilton
- Ada Wójcik jako królowa Karolina
- Siergiej Bondarczuk jako Tichon Prokofjew
- Pawieł Pawlenko jako Paweł I Romanow
- Michaił Nazwanow jako Aleksander I Romanow
- Iwan Sołowjow jako Horatio Nelson
- Iosif Tołczanow jako William Douglas Hamilton
- Nikołaj Wołkow jako William Pitt Młodszy
- Siergiej Martinson jako Ferdynand I Burbon
- Walerij Lekariew jako Napoleon Bonaparte
- Gieorgij Jumatow jako Wiktor Jermołajew
- Władimir Drużnikow jako kapitan Wasiljew